# Sofia av Liegnitz
Sofia av Liegnitz, född 1525, avliden 6 februari 1546, var genom sitt äktenskap med kurprins Johan Georg av Brandenburg kurprinsessa av Brandenburg från 1545 till sin död påföljande år.

## Biografi
Sofia tillhörde den schlesiska grenen av huset Piast och var dotter till hertig Fredrik II av Liegnitz (Legnica), Brieg och Wohlau och hans hustru Sofia av Brandenburg-Ansbach, dotter till markgreve Fredrik II av Brandenburg-Ansbach och Bayreuth.
Hon uppfostrades som lutheran och förmäldes 15 februari 1545 med kurprins Johan Georg av Brandenburg (1525–1598), son till kurfursten Joakim II. Sofia blev 27 januari 1546 mor till deras enda gemensamma barn, den blivande kurfursten Joakim Fredrik (1546–1608), och avled kort därefter. Hon kom således aldrig att bli kurfurstinna, men hennes son tillträdde som kurfurste 1598.